# Riedwihr
Riedwihr je občina v departmaju Haut-Rhin francoske regije Alzacija.
Leta 1990 je v občini živelo 315 oseb oz. 104 oseb/km².